# Cristiane Parmigiano
Cristiane Rebizzi Parmigiano (São Paulo, 19 de mayo de 1979) es una deportista brasileña que compitió en judo. Ganó dos medallas de bronce en el Campeonato Panamericano de Judo en los años 1994 y 1996.
Participó en los Juegos Olímpicos de Atlanta 1996, donde finalizó vigésima en la categoría de –61 kg.

## Palmarés internacional
| Campeonato Panamericano | Campeonato Panamericano   | Campeonato Panamericano | Campeonato Panamericano |
| Año                     | Lugar                     | Medalla                 | Categoría               |
| ----------------------- | ------------------------- | ----------------------- | ----------------------- |
| 1994                    | Santiago de Chile (Chile) | Medalla de bronce       | –61 kg                  |
| 1996                    | San Juan (Puerto Rico)    | Medalla de bronce       | –61 kg                  |